# Pomezeu (gmina)
Pomezeu – gmina w Rumunii, w okręgu Bihor. Obejmuje miejscowości Câmpani de Pomezeu, Coșdeni, Hidiș, Lacu Sărat, Pomezeu, Sitani, Spinuș de Pomezeu i Vălani de Pomezeu. W 2011 roku liczyła 2922 mieszkańców.